# Мельконьянц, Григорий Аркадьевич
Григо́рий Арка́дьевич Мельконья́нц (род. 23 января 1981, Астрахань, Астраханская область, СССР) — российский правозащитник, общественный деятель, юрист, специалист по защите избирательных прав граждан и общественному контролю за выборами в России. Сопредседатель движения в защиту прав избирателей «Голос». Член Научно-экспертного совета при Центральной избирательной комиссии Российской Федерации. Член правозащитного совета России. Член оргкомитета Общероссийского гражданского форума.
Amnesty International в 2024 году признала Мелконьянца узником совести.

## Биография

### Происхождение
Отец, Мельконьянц Аркадий Амаякович (1951—1997), армянин, учредитель и руководитель фонда «Экология души», первого благотворительного фонда в Астраханской области, созданного в 1991 г. Занимался оказанием материальной и социальной помощи инвалидам и больным, содействием медико-социальной адаптации. В 2005 г. внесен в Книгу памяти города Астрахани.

### Образование
В 2003 году окончил юридический факультет Астраханского государственного технического университета с присуждением квалификации юриста.
В 2009 году прошёл повышение квалификации в Государственном университете «Высшая школа экономики» по программе «Менеджмент социальных проектов».

## Правозащитная деятельность
С 2003 по 2012 год — заместитель исполнительного директора Ассоциации некоммерческих организаций «В защиту прав избирателей „ГОЛОС“».
В 2003 году на выборах депутатов Государственной Думы занимался разработкой и внедрением системы параллельного подсчёта голосов. Работу данного сервиса обеспечивали 4,5 тыс. независимых наблюдателей.
С 2009 года по н. в.[когда?]

 член комитета по награждению медалью «Защитнику свободных выборов».
В 2011 году принимал активное участие в создании бесплатной федеральной горячей линии для граждан и сервиса «Карта нарушений на выборах» (совместный проект «Газеты.Ru» и «Голоса»), который собирает и публикует информацию о нарушениях избирательного законодательства на выборах и оказывает консультационную помощь.
С 2013 года по настоящее время — сопредседатель движения в защиту прав избирателей «Голос».
С 2013 года — член оргкомитета Общероссийского гражданского форума. Координатор экспертной площадки «Выборы и референдумы» в 2014, 2015 и 2016, 2017, 2018, 2019, 2020 годах.
С 2015 по 2016 год — член экспертного совета при Уполномоченном по правам человека в Российской Федерации.
В 2016 году участвовал в создании сервиса «Российская энциклопедия кандидатов».
В 2016 году стал членом экспертной группы общественных наблюдателей при ЦИК России.
В 2016 году был кандидатом в члены ЦИК России по квоте Государственной Думы России.
С 2016 года по настоящее время[когда?]

 — член Общественного штаба по наблюдению за выборами при Общественной палате города Москвы.
В 2017 году выступил одним из соучредителей общественной организации — экспертный форум «Законы о выборах — для избирателя».
С 2017 года — член постоянной консультативно-правозащитной группы при Экспертном совете при Уполномоченном по правам человека в Российской Федерации.

## Участие в общественных выборах
В августе-октябре 2012 года был членом Центрального выборного комитета по организации и проведению выборов в Координационный совет российской оппозиции (22 октября 2012 — 19 октября 2013).
В мае 2014 года баллотировался в члены Общественной палаты Российской Федерации по «трехмандатному» направлению «Развитие общественного контроля». Лидировал в голосовании, однако в результате возможных накруток в последние дни опустился на пятое место, получив 9195 верифицированных голосов граждан.

## Уголовное дело против Григория Мельконьянца
17 августа 2023 года Басманный суд Москвы заключил сопредседателя движения «Голос» Григория Мельконьянца под стражу.
Юриста задержали 17 августа и допросили в Следственном комитете Российской Федерации (СКР) в качестве подозреваемого по статье «Осуществление деятельности неправительственной организации, в отношении которой принято решение о признании нежелательной» (ч. 3 ст. 284.1 УК РФ).
Его обвиняют в организации деятельности «нежелательной организации» Европейской сети по наблюдению за выборами (ENEMO).
Адвокат Михаил Бирюков в суде привёл решения Кировского областного суда от 22 декабря 2022 года и Центрального суда Барнаула от 5 мая 2023 года, где подтверждается, что связи между «Голосом» и ENEMO нет.
Григорий Мельконьянц в ходе заседания заявил о своей невиновности.
В настоящее время Мелконьянц находится в заключении. Amnesty International признала Мелконьнца узником совести и потребовала его освобождения.
14 мая 2025 года Басманный суд Москвы приговорил Мельконьянца к пяти годам колонии общего режима. Также ему запрещено заниматься общественной деятельностью в течение девяти лет.

## Награды и премии
В 2011 году стал лауреатом премии журнала Большой Город «Такие дела».
В 2014 году победу в национальной премии «Гражданская инициатива» в номинации «Воздух свободы» — правозащитные инициативы, борьба с коррупцией, ущемлением гражданских свобод — одержал проект "Всероссийская база избирательных комиссий «ВикиУИКи». Руководитель проекта Григорий Мельконьянц получил награду из рук известного журналиста Владимира Познера.
2 декабря 2016 года за активное содействие и существенную помощь в организации и проведении избирательных кампаний в Российской Федерации объявлена благодарность Председателя Центральной избирательной комиссии Российской Федерации.
10 мая 2018 года за оказание содействия и существенную помощь в организации и проведении выборов в Российской Федерации объявлена благодарность Центральной избирательной комиссии Российской Федерации.
В 2020 году стал лауреатом премии Московской Хельсинкской группы в области защиты прав человека.
7 февраля 2020 года за выдающийся вклад в законотворческую деятельность и в связи с 25-летним юбилеем награждён юбилейной медалью «Московская городская Дума. 25 лет».

## Акционизм

### Вы — сурковская пропаганда
28 ноября 2011 года в офис ассоциации «Голос», сотрудники которой до этого уже дали два интервью телеканалу НТВ, ворвалась съёмочная группа во главе с корреспондентом Михаилом Ивановым. На его вопросы об источниках финансирования ассоциации её сотрудники отвечать отказались, а Григорий Мельконьянц снимал происходящее на мобильный телефон, в течение 7 минут 87 раз ответив Иванову вариациями фразы «НТВ — сурковская пропаганда». Фраза приобрела большую популярность в Интернете и в итоге попала в готовившийся телекомпанией фильм о «Голосе» «Голос ниоткуда», рассказывающий о деятельности ассоциации с негативной точки зрения. Мельконьянцем от лица «Голоса» были осуждены методы работы НТВ.